# Requisit

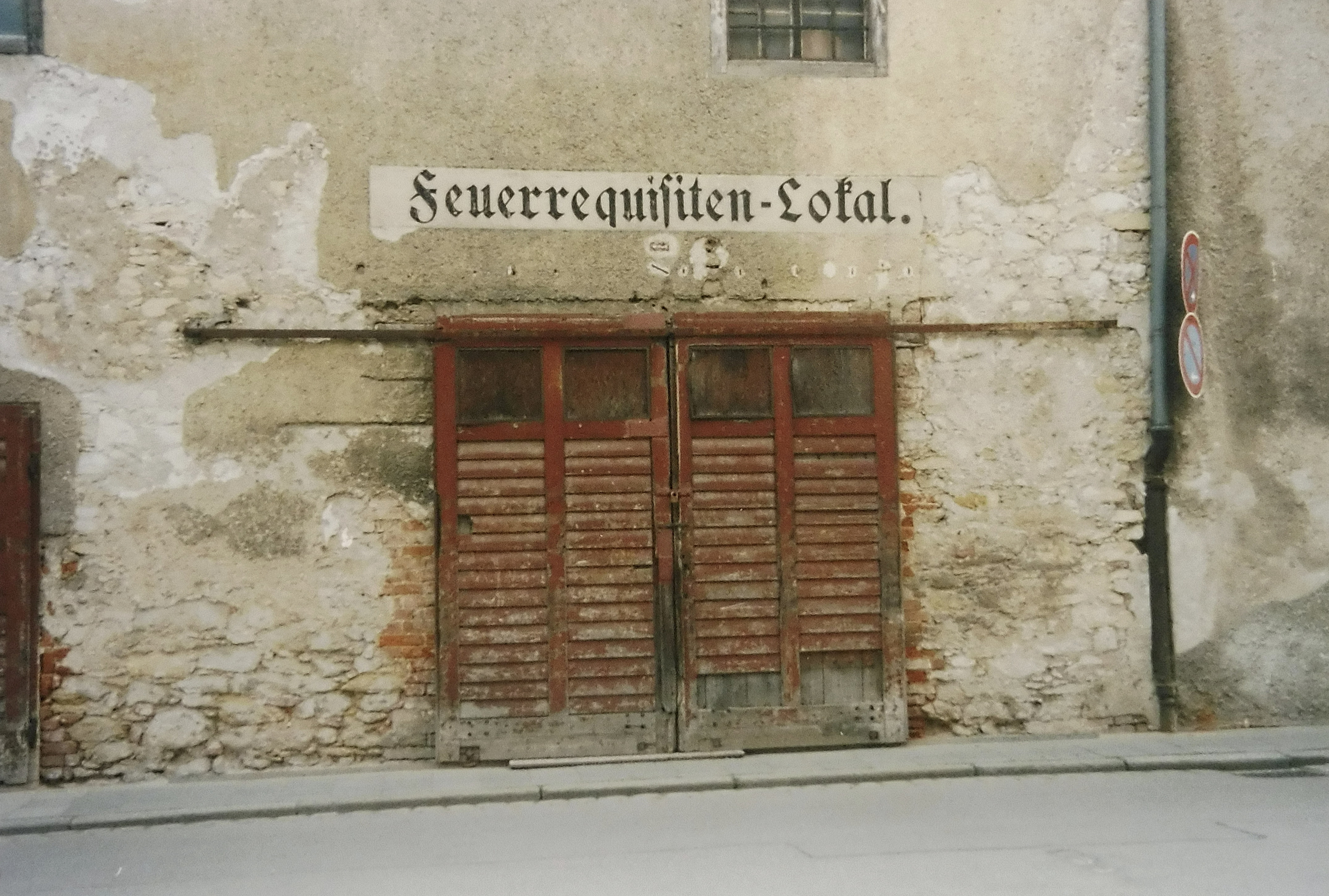
Requisit in der allgemeinen Bedeutung Gerät, Handwerkszeug: ehemaliges Feuerrequisiten-Lokal (Feuerwehrgerätehaus) in Regensburg

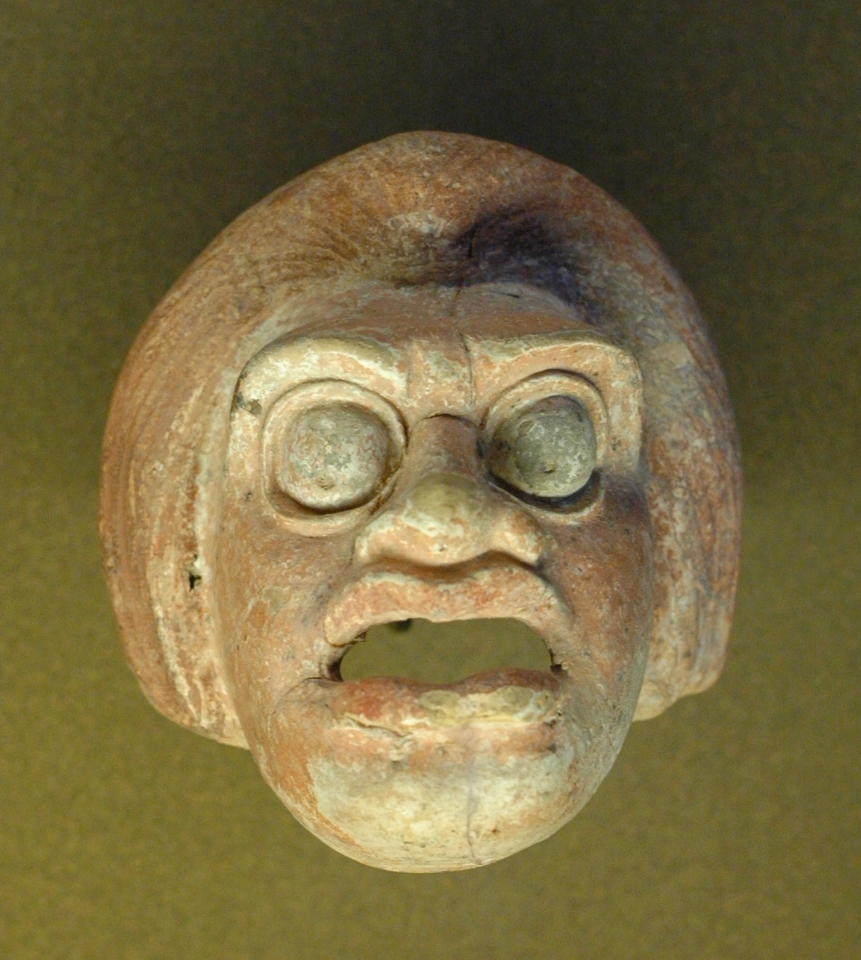
Maske des griechischen Theaters, die einen Bauern darstellt (Louvre, ca. 300–250 v. Chr.)

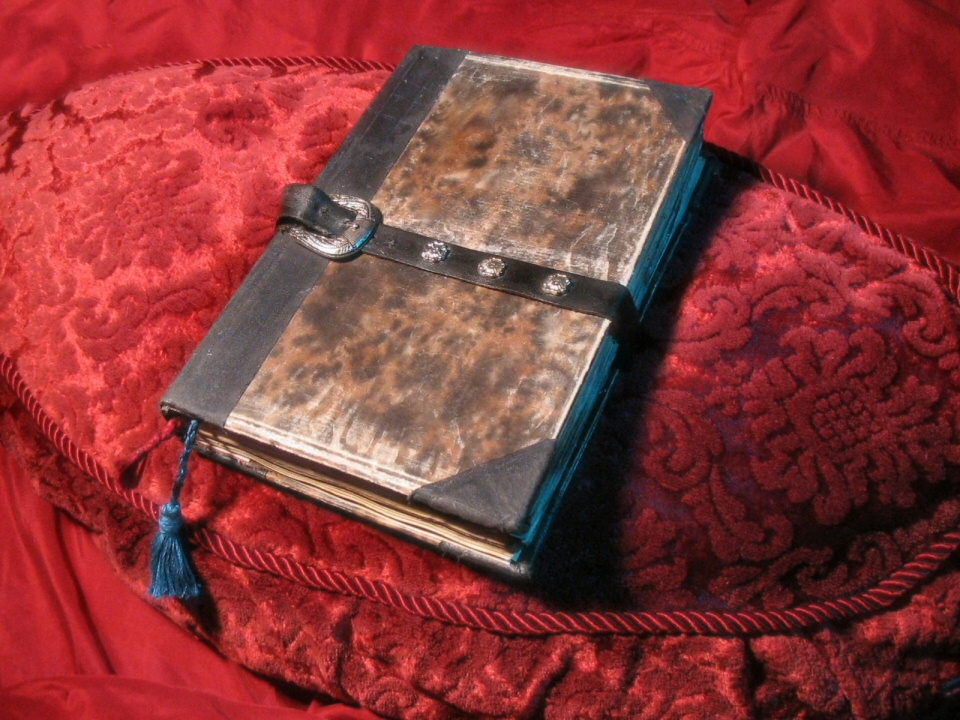
Das fiktive Buch Necronomicon aus der Horror- und Fantasyliteratur

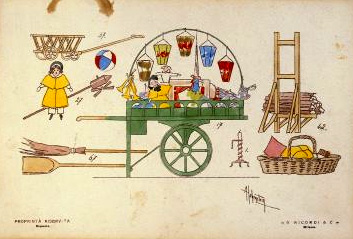
Entwürfe für Requisiten für La bohème von Adolfo Hohenstein (1854–1928)

Ein Requisit (auch: eine Requisite, englisch props) dient zur Ausstattung von Szenen in Theateraufführungen, in Szenen in Film- und Fernsehproduktionen oder als Studio-Dekoration für Fotografien. Neben den beweglichen Requisiten gibt es im Theater das Bühnenbild, im Film das Szenenbild.
Der Ausdruck entstammt dem lateinischen requisita: Bedürfnis, Notdurft, eigentlich Erfordernisse, Notwendigkeiten und bezeichnete früher allgemein ein Zubehörteil, Gerät oder Handwerkszeug, das für eine bestimmte Tätigkeit notwendig war. Seit Anfang des 19. Jahrhunderts wird er vor allem im Sinne von Ausstattungsgegenstände für das Theater gebraucht.

## Geschichte
Die ersten bekannten Requisiten waren Masken, die mit der Hand vor das Gesicht gehalten wurden. Sie wurden im Theater der griechischen Antike eingesetzt.

## Anwendungsbereich
Bei einer Theateraufführung bilden Requisiten zusammen mit Bühnenbild, Kostüm, Maske und Beleuchtung die Ausstattung. Sie können wichtige Funktionen im Handlungsablauf innehaben und sogar Titelfigur eines Werks sein (Der zerbrochne Krug, Die Zauberflöte oder Schindlers Liste).
Allgemein gilt am Theater ein Gegenstand als Requisit, der kleiner als ein Möbelstück ist, Kostüme oder Schmuck nur dann, wenn sie nicht am Körper getragen werden. Im Theater ist die Requisitenabteilung heute meist auch für Waffen und pyrotechnische Effekte zuständig, weshalb zum Berufsbild des Requisiteurs auch der Erwerb eines Waffenscheins und ein Befähigungsschein als Pyrotechniker gehört. Die Requisitenabteilung ist auch für das Gestalten von Effekten wie Schnee oder Nebel zuständig. Zu den Requisiten zählen auch kleinere Fahrzeuge (z. B. Fahrräder oder Skateboards), Bettwäsche, Tischwäsche, Koffer, Taschen, Lebensmittel und Pflanzen. Tiere werden eher von einem auf trainierte Tiere spezialisierten Unternehmen angemietet.
Es ist Aufgabe des Requisiteurs, diese Gegenstände herzustellen oder zu besorgen und zur Vorstellung einzurichten.
Die Räume, in denen der Requisiteur die Gegenstände aufbewahrt und verwaltet, werden üblicherweise als Requisitenkammer, die Räume wie die Abteilung selbst als die Requisite bezeichnet.
Die Objekte werden in einer Requisitenwerkstatt hergestellt, einem Fundus entnommen oder von spezialisierten Ausstattern gemietet. Vieles wird zudem neu oder gebraucht eingekauft und gegebenenfalls für die Aufführung umgeändert. Am Theater leiht oder mietet man nur ausnahmsweise von Sammlern, Verleihfirmen und Privatpersonen, weil Theaterstücke oft ins langjährige Repertoire eines Hauses übergehen und daher das Ende der Leihgabe nicht absehbar ist.
Soweit Requisiten eine zentrale Rolle spielen (vor allem in Filmen und Fernsehserien), wird zum Teil ein großer technischer Aufwand getrieben, um diese echt, oft auch gealtert, erscheinen zu lassen (z. B. Schatzkarte, Tagebuch, Abschiedsbrief, Testament, Familienfotos, 8-mm-Filme). Dies vor allem, weil Fernsehgeräte heute viel größer sind als frühere Röhrenfernseher (mit PAL-Auflösung 702×576) und eine sehr viel höhere Auflösung (z. B. HD, Full HD, 4K) haben.
Film- und Fernsehproduktionen kennen eine stärkere Aufspaltung der Requisite-Bereiche in mehrere spezialisierte Abteilungen wie Innen- und Außenrequisite oder Greenery (für Pflanzen). Zur Vermeidung von Schleichwerbung werden für Film und Fernsehen oftmals fiktive Markenprodukte verwendet oder die Requisiten so in Szene gesetzt, dass man den Markennamen oder das Logo nicht lesen kann.